# Bartosz Paduch
Bartosz Paduch (ur. 24 stycznia 1979 w Gdańsku) – reżyser i scenarzysta. Zdobył doświadczenie między innymi jako reżyser obsady i drugi reżyser na planie filmu fabularnego „Czarny Czwartek - Janek Wiśniewski padł” w reżyserii Antoniego Krauze. W 2014 roku stworzył wywołujący duże emocje film dokumentalny „Totart – czyli odzyskiwanie rozumu”.

## Studia
Bartosz Paduch rozpoczął swoją zawodową edukację od studiowania filozofii na Wydziale Nauk Społecznych Uniwersytetu Gdańskiego w 1998. W następnym roku na dwa lata zmienił kierunek, poświęcając się studiowaniu Wzornictwa Przemysłowego na Akademii Sztuk Pięknych w Gdańsku. Studia magisterskie (2003 - 2007, dyplom 2013) ukończył na Wydziale Radia i Telewizji Uniwersytetu Śląskiego w Katowicach na kierunku Reżyserii filmowej i telewizyjnej. Ukończył również dwa kursy w Mistrzowskiej Szkole Reżyserii Filmowej Andrzeja Wajdy - kurs fabularny „Studio Prób” (2011 – 2012)  oraz kurs scenariuszowy „SCRIPT” (2012 – 2013).

## Filmografia
- „Totart – czyli odzyskiwanie rozumu” 76’, dokumentalny, 2014, HD – scenariusz i reżyseria, prod. DAREK DIKTI Biuro Pomysłów / PISF / U.G.

- „Wspomnij mnie” 11’, fabularny, 2010, 35mm, Writv UŚ. (etiuda operatorska)

- „Za burtą” 24’, fabularny, 2009, HD - scenariusz i reżyseria, prod. INSTYTUT PROMOCJI EDUKACJI/ HARPOON FILMS, w ramach cyklu „Dekalog 89 +”

- „Pułkownik Dąbek. Obrona Gdyni 1939” 65’/ 52’, dokumentalny fabularyzowany, 2009, HD – scenariusz i reżyseria, emisja: TVP3 GDAŃSK, TVP HISTORIA, TV Polonia

- „Sztuka dokumentu”, 12 x 25’, cykl dokumentalny, 2008 - reżyseria, emisja: TV Polonia, TVP Kultura, TVP INFO, TVP Historia

- „Ciąg” 20‘, fabularny, 2008, 35mm, Writv UŚ. – scenariusz i reżyseria

- „Przyglądając się…”, 5 x 12’, cykl dokumentalny, 2007/8 – scenariusz i reżyseria, emisja: TVP 3 Gdańsk

- „Ch.w.d.p.” 18’, fabularny, 2007, 35mm, Writv UŚ.   – scenariusz i reżyseria

- „Bez wizy” 17’, fabularny, 2007, HD, Writv UŚ.   – scenariusz i reżyseria

III nagroda w konkursie "Wszyscy ludzie są wolni i równi " organizowanym przez niemiecki Fundusz „Pamięć i przyszłość” oraz Goethe-Institut, Monachium, NIEMCY, 2007;
Grand Prix w kategorii film niezależny na VII Przeglądzie Filmów Niezależnych „Wydmy 2007”, Gdańsk,
Nagroda Specjalna Organizatorów za role w filmie „Bez wizy” dla Mariana Dziędziela - XV Ogólnopolski Festiwal Sztuki Filmowej PROWINCJONALIA, Września, 2008
Nagroda za najlepszą reżyserię na 4. Bartoszki Film Festival, Tarnobrzeg, 2008
Nagroda Jury na Festiwalu Filmów X MUZA, Kijów, UKRAINA, 2009;
- „Leni” 20’, fabularny, 2006, S16mm, Writv UŚ. – scenariusz i reżyseria

Grand Prix na IV Festiwalu Filmów Niezależnych „Stygmaty”, Poznań, 2006
- „Nauka latania” 4’, fabularny, 2005, 35mm, Writv UŚ. – scenariusz i reżyseria (współ-reżyseria, etiuda operatorska)

- „x2” 9’, fabularny, 2005, S16mm, Writv UŚ. – scenariusz i reżyseria

Wyróżnienie na III Festiwalu Filmów Niezależnych „Stygmaty”, Poznań, 2005;
Nagroda Magazynu „Film & TV Kamera” na XII Międzynarodowym Festiwalu Filmów Studenckich „Etiuda & Anima 2005” Kraków
III Nagroda w kategorii fabuła na V Przeglądzie Filmów Niezależnych „Wydmy 2005”, Gdańsk,
Nagroda  Publiczności „Węgiel Student Film Festiwal”, Katowice, 2006
Grand Prix i Nagroda Publiczności na IV Festiwalu Polskich Filmów Niezależnych „OPOLSKIE LAMY 2006” Opole;
I nagroda na “Festiwalu Filmów Niezależnych SOFA” Gdańsk, 2006
Wyróżnienie honorowe – 5 Międzynarodowy Przegląd Etiud Filmowych Szkół Artystycznych „Warszawska Wiosna Filmowa”, Warszawa, 2006
Nagroda „Mały Jantar 2006” za najlepszą polską etiudę filmową na 25 Koszalińskim Festiwalu Debiutów Filmowych „Młodzi i Film”, Koszalin, (konkurs polskich etiud studenckich)
Nagroda Jury za najlepszy krótki film narracyjny na "No Budget Video+Film Festival”, Weimar, NIEMCY, 2006
Nagroda Publiczności za najlepszą Etiudę Filmową „Wakacyjne Kadry 2006” Cieszyn Film Festiwal
Grand Prix drugiej edycji Bartoszki Film Festiwal, Tarnobrzeg, 2006
III Nagroda na CMU Międzynarodowym Festiwalu Filmowym “Twarze Demokracji” Międzynarodowy Konkurs  Studenckich Filmów Krótkometrażowych, Pittsburgh, USA, 2006
Grand Prix na Festiwalu „BestOFF”, Warszawa, 2007
III Nagroda na II „IN OUT Festiwal”, Centrum Sztuki Współczesnej- ŁAŹNIA, Gdańsk, 2007
Nagroda specjalna Jury Alter-Native 15 International Short Film Festiwal, Târgu Mureș, Rumunia, 2007
Najlepszy Film / Twórca z Pomorza, Sopot Film Festival 2007
- „My girl” 20’00”, dokumentalny, 2004/5, DV, Writv UŚ. – scenariusz i reżyseria

- „Zakazane” 9’40”, fabularny, 2004, DV, Writv UŚ. – scenariusz i reżyseria

II nagroda w kategorii fabuła, I.GOFFR 2004 GLIWICE,
Grand Prix konkurs filmowy „KRÓTKI FILM" - Stacja filmowa 2005, GDAŃSK,
Srebrna ILUZJA, „OFFN ILUZJE", SZCZECIN 2005
I nagroda na II Przeglądzie Filmów Amatorskich, KROSNO 2005
Wyróżnienie na XII Międzynarodowym Festiwalu Filmów Niezależnych „PUBLICYSTYKA", KĘDZIERZYN-KOŹLE 2005
Wyróżnienie na III Festiwalu Kina Niezależnego „Stygmaty", POZNAŃ 2005 - za profesjonalizm warsztatowy

## Współpraca przy produkcjach filmowych
W latach 2003–2008 praktykował na planach filmów fabularnych m.in. Michała Rosy, Filipa Bajona, Krzysztofa Zanussiego, Leszka Wosiewicza. Pisał również scenariusze i reżyserował liczne etiudy studenckie (patrz  - filmografia powyżej).
Inne:
- Autor scenariusza i reżyser happeningu pt.: „Czołging szosowy” na I Międzynarodowym Festiwalu Działań Teatralnych i Plastycznych ZDARZENIA - Tczew-Europa 8-10 września 2000 roku
- Współautor scenariusza, polskiego epizodu pt.: „Koniec uszkodzonej drogi”, projektu „EUROPE AROUND US” finansowanego przez Fundusz Wyszehradzki – „International Visegrad Fund” w koprodukcji z TvP 3 Wrocław, 2004r.
- Autor scenariusza i reżyser filmu okalającego X studencki konkurs filmów reklamowych KODAKA,2006r.
- Reżyser i scenarzysta w zespole filmowym Wydawnictwa Pedagogicznego OPERON, 2006/7r.
- Uczestnik „Dragon Forum 2008“, profesjonalnego warsztatu i pitchingu dla producentów filmowych i telewizyjnych, przy Krakowskim Festiwalu Filmowym, jako autor projektu filmu dokumentalnego „Kazimierz Prószyński – geniusz nr 129957“, 2008 r.
- Reżyser obsady i drugi reżyser na planie filmu fabularnego „Czarny Czwartek - Janek Wiśniewski padł” w reżyserii Antoniego Krauze, 2009/10 r.
- Reżyser i współautor scenariusza Wielkiej Parady Maszyn "Technokracja" odbywającej się w ramach imprezy "Lato zaczyna się w Gdyni: CudaWianki 2010", 2010 r.
- Asystent reżysera na planie filmu fabularnego „Układ Zamknięty” w reżyserii Ryszarda Bugajskiego, 2011/12 r.
- Asystent reżysera na planie Teatru Telewizji pt. „Skutki uboczne” Petra Zelenki w reżyserii Leszka Dawida, 2013 r.

## Stypendia i konkursy
W 2007 r.uczestniczył w konkursie na film krótkometrażowy "Wszyscy ludzie są wolni i równi ..." organizowanego przez niemiecki Fundusz „Pamięć i przyszłość” oraz Goethe-Institut. W tym samym roku wziął też udział w XI studenckim konkursie filmów reklamowych Kodaka. A w roku 2008 został finalistą konkursu scenariuszowego „Młode kadry – debiutanci” ze scenariuszem pt. „Kuter”, organizowanego przez telewizję Kino Polska. Ponadto otrzymał Stypendium Marszałka Województwa Pomorskiego dla twórców kultury (2008), Stypendium twórcze Ministra Kultury i Dziedzictwa Narodowego oraz Stypendium Stowarzyszenia Filmowców Polskich (2008/9).